# میکیو ماناکا
میکیو ماناکا (ژاپنی: 眞中 幹夫؛ زادهٔ ۲۲ مهٔ ۱۹۶۹) یک بازیکن فوتبال اهل ژاپن است.
از باشگاه‌هایی که در آن بازی کرده‌است می‌توان به باشگاه فوتبال جف یونایتد چیبا، باشگاه فوتبال وگالتا سندای، اشگاه فوتبال اومیا آردیجا و باشگاه فوتبال یوکوهاما اشاره کرد.